# Gompertz-Funktion
Die nach ihrem Entdecker, dem britischen Mathematiker Benjamin Gompertz, benannte Gompertz-Funktion ist eine asymmetrische Sättigungsfunktion, die sich im Gegensatz zur logistischen Funktion dadurch auszeichnet, dass sie sich ihrer rechten bzw. oberen Asymptote gemächlicher annähert als ihrer linken bzw. unteren, der Graph ihrer ersten Ableitung also ausgehend von deren Maximum bei {\displaystyle \ln(b)/c} nach rechts hin langsamer abfällt als nach links.

## Die Funktion
Die allgemeine Formel der Gompertz-Funktion lautet:
{\displaystyle y(t)=ae^{(-be^{(-ct)})}}
- {\displaystyle a} ist die obere Asymptote, da {\displaystyle \lim _{t\to \infty }ae^{-be^{-ct}}=ae^{0}=a} wegen {\displaystyle -c<0}.
- {\displaystyle b>0} ist die {\displaystyle t}-Verschiebung
- {\displaystyle c>0} ist das Steigungsmaß[1]
- {\displaystyle e} ist die Eulersche Zahl ({\displaystyle e=2{,}71828\ldots })
- e·b·c die Wachstumsrate[2]

## Variationen der Variablen

Variationen von {\displaystyle a}
Variationen von {\displaystyle b}
Variationen von {\displaystyle c}

## Anwendung
Die Gompertz-Funktion findet in der Biologie (z. B. zur Beschreibung des Wachstums von Tumoren) und in den Wirtschaftswissenschaften (z. B. in der empirischen Trendforschung) Anwendung.